# زکری گیبسون
زکری گیبسون (به انگلیسی: Zachary Gibson) یک بازیگر آمریکایی اهل کانادا است که بیشتر برای ایفای نقش داگ در فیلم فانتزی درام شبکهٔ دیزنی، فرزندان ۱ و ۲ و ۳ شناخته شده‌است.